# داکا-۳
داکا-۳ (به لاتین: Dhaka-3) یک منطقهٔ مسکونی در بنگلادش است که در ناحیه داکا واقع شده‌است.